# Тъч
Тъчът (или още странично хвърляне) е футболен термин, който означава връщане на топката в игра, след нейното излизане извън очертанията на игрището, през някоя от двете странични надлъжни (тъч) линии. Тъчът се изпълнява от играч от противниковия отбор на играча, който последен е докоснал топката, преди тя да излезе от терена. Топката се хвърля с две ръце, над главата, а краката трябва да са неподвижни. Тя се връща в игра от мястото, от където е напуснала игрището.
Терминът „тъч“ идва от английското „touch“, което означава „докосване“.